# The Hard Case
The Hard Case és un curtmetratge britànic de 1995 dirigit i escrit per Guy Ritchie en què apareixen Benedick Bates com a jugador i Wale Ojo com a apostador. Amb una duració de vint minuts, precedeix Lock, Stock and Two Smoking Barrels, un film més conegut de Ritchie.
Trudy Styler va veure The Hard Case i va invertir diners a Lock, Stock and Two Smoking Barrels (de fet, el seu marit Sting tindria un paper en aquesta pel·lícula).

## Repartiment
- Benedict Bates: com El Jugador.
- Wale Ojo: com l'Apostador[2]